# 8807 Schenk
8807 Schenk este un asteroid din centura principală de asteroizi.

## Descriere
8807 Schenk este un asteroid din centura principală de asteroizi. A fost descoperit pe 24 octombrie 1981 la Observatorul Palomar de Schelte J. Bus. Asteroidul prezintă o orbită caracterizată de o semiaxă mare de 2,36 ua, o excentricitate de 0,08 și o înclinație de 3,3° în raport cu ecliptica.